# Zapasy na Letnich Igrzyskach Olimpijskich 1968 – kategoria do 52 kg w stylu wolnym
Zmagania mężczyzn do 52 kg to jedna z ośmiu męskich konkurencji w zapasach w stylu wolnym rozgrywanych podczas Letnich Igrzysk Olimpijskich 1968. Pojedynki w tej kategorii wagowej odbyły się w dniach 17 – 20 października.
Punktacja opierała się na systemie "złych punktów karnych". Zwycięzca otrzymywał zero punktów za wygraną przez "tusz" (łopatki) lub dyskwalifikację; pół punktu za przewagę techniczną, a jeden za zwycięstwo na punkty. Dwa punkty przyznawano za remis, a dwa i pół za remis i pasywność. Za porażkę na punkty zawodnik otrzymywał trzy punkty. Przegrana przez przewagę techniczną skutkowała 3,5 punktami karnymi, a za łopatki lub dyskwalifikację przyznawano 4 punkty karne. Uzyskanie sześciu lub więcej punktów eliminowało zapaśnika z turnieju. Najlepsza trójka walczyła w rundzie finałowej. 

## Klasyfikacja[1]
| Pozycja | Nazwisko                    | Kraj              |
| ------- | --------------------------- | ----------------- |
| 1       | Shigeo Nakata               | Japonia           |
| 2       | Rick Sanders                | Stany Zjednoczone |
| 3       | Czimedbadzaryn Damdinszaraw | Mongolia          |
| 4       | Nazar Albarjan              | ZSRR              |
| 5       | Vincenzo Grassi             | Włochy            |
| 6       | Sudesh Kumar                | Indie             |
| 6       | Paul Neff                   | RFN               |
| 6       | Mohammad Ghorbani           | Iran              |
| 9       | O Jeong-ryong               | Korea Południowa  |
| 10      | Wanelge Castillo            | Panama            |
| 11      | Márton Erdős                | Węgry             |
| 12      | Baju Baew                   | Bułgaria          |
| 13      | Petros Triandafilidis       | Grecja            |
| 14      | Boris Dimovski              | Jugosławia        |
| 15      | Mundżid Muhammad Salim      | Egipt             |
| 15      | André Gaudinot              | Francja           |
| 15      | Mehmet Esenceli             | Turcja            |
| 15      | Florentino Martínez         | Meksyk            |
| 15      | Gheorghe Stoiciu            | Rumunia           |
| 20      | John Kinsella               | Australia         |
| 21      | José Defran                 | Dominikana        |
| 21      | César Solari                | Ekwador           |
| 21      | Gustavo Ramírez             | Gwatemala         |

## Wyniki

### Pierwsza runda[2]
| Zwycięzca                   | Punkty karne | Wynik           | Przegrany              | Punkty karne |
| --------------------------- | ------------ | --------------- | ---------------------- | ------------ |
| Mohammad Ghorbani           | 0            | Łopatki         | José Defran            | 4            |
| Petros Triandafilidis       | 0            | Dyskwalifikacja | César Solari           | 4            |
| O Jeong-ryong               | 1            | Na punkty       | André Gaudinot         | 3            |
| Shigeo Nakata               | 1            | Na punkty       | Baju Baew              | 3            |
| Nazar Albarjan              | 1            | Na punkty       | Gheorghe Stoiciu       | 3            |
| Vincenzo Grassi             | 0            | Łopatki         | John Kinsella          | 4            |
| Czimedbadzaryn Damdinszaraw | 1            | Na punkty       | Mundżid Muhammad Salim | 3            |
| Mehmet Esenceli             | 2,5          | Remis           | Paul Neff              | 2,5          |
| Márton Erdős                | 1            | Na punkty       | Florentino Martínez    | 3            |
| Wanelge Castillo            | 0            | Łopatki         | Gustavo Ramírez        | 4            |
| Sudesh Kumar                | 0,5          | Przewaga        | Boris Dimovski         | 3,5          |
| Rick Sanders                | 0            | Bez walki       |                        |              |

### Druga runda[3]
| Zwycięzca                   | Punkty karne | Wynik     | Przegrany              | Punkty karne |
| --------------------------- | ------------ | --------- | ---------------------- | ------------ |
| Rick Sanders                | 0            | Łopatki   | José Defran            | 8            |
| Mohammad Ghorbani           | 0            | Łopatki   | César Solari           | 8            |
| O Jeong-ryong               | 2            | Na punkty | Petros Triandafilidis  | 3            |
| Shigeo Nakata               | 1,5          | Przewaga  | André Gaudinot         | 6,5          |
| Baju Baew                   | 3            | Łopatki   | Gheorghe Stoiciu       | 7            |
| Nazar Albarjan              | 1,5          | Przewaga  | John Kinsella          | 7,5          |
| Vincenzo Grassi             | 0,5          | Przewaga  | Mundżid Muhammad Salim | 6,5          |
| Czimedbadzaryn Damdinszaraw | 1            | Łopatki   | Mehmet Esenceli        | 6,5          |
| Paul Neff                   | 2,5          | Łopatki   | Florentino Martínez    | 7            |
| Márton Erdős                | 2            | Na punkty | Wanelge Castillo       | 3            |
| Sudesh Kumar                | 0,5          | Łopatki   | Gustavo Ramírez        | 8            |
| Boris Dimovski              | 3,5          | Bez walki |                        |              |

### Trzecia runda[4]
| Zwycięzca         | Punkty karne | Wynik           | Przegrany                   | Punkty karne |
| ----------------- | ------------ | --------------- | --------------------------- | ------------ |
| Rick Sanders      | 0            | Łopatki         | Boris Dimovski              | 7,5          |
| Mohammad Ghorbani | 0            | Łopatki         | Petros Triandafilidis       | 7            |
| Shigeo Nakata     | 2,5          | Na punkty       | O Jeong-ryong               | 5            |
| Nazar Albarjan    | 2,5          | Na punkty       | Baju Baew                   | 6            |
| Vincenzo Grassi   | 0,5          | Dyskwalifikacja | Czimedbadzaryn Damdinszaraw | 5            |
| Paul Neff         | 3,5          | Na punkty       | Márton Erdős                | 5,5          |
| Wanelge Castillo  | 4            | Na punkty       | Sudesh Kumar                | 3,5          |

### Czwarta runda[5]
| Zwycięzca                   | Punkty karne | Wynik     | Przegrany         | Punkty karne |
| --------------------------- | ------------ | --------- | ----------------- | ------------ |
| Rick Sanders                | 0            | Łopatki   | Mohammad Ghorbani | 4            |
| O Jeong-ryong               | 6            | Na punkty | Nazar Albarjan    | 5,5          |
| Shigeo Nakata               | 3,5          | Na punkty | Vincenzo Grassi   | 3,5          |
| Czimedbadzaryn Damdinszaraw | 5            | Łopatki   | Márton Erdős      | 9            |
| Paul Neff                   | 0,5          | Przewaga  | Wanelge Castillo  | 7,5          |
| Sudesh Kumar                | 3,5          | Bez walki |                   |              |

### Piąta runda[6]
| Zwycięzca                   | Punkty karne | Wynik      | Przegrany         | Punkty karne |
| --------------------------- | ------------ | ---------- | ----------------- | ------------ |
| Rick Sanders                | 0            | Łopatki    | Sudesh Kumar      | 7,5          |
| Shigeo Nakata               | 3,5          | Łopatki    | Mohammad Ghorbani | 8            |
| Nazar Albarjan              | 6,5          | Na punkty  | Vincenzo Grassi   | 6,5          |
| Czimedbadzaryn Damdinszaraw | 5            | Rezygnacja | Paul Neff         | 8            |

### Runda finałowa
| Zwycięzca     | Punkty karne | Wynik     | Przegrany                   | Punkty karne |
| ------------- | ------------ | --------- | --------------------------- | ------------ |
| Shigeo Nakata | 1            | Na punkty | Rick Sanders                | 3            |
| Rick Sanders  | 4            | Na punkty | Czimedbadzaryn Damdinszaraw | 3            |
| Shigeo Nakata | 1            | Łopatki   | Czimedbadzaryn Damdinszaraw | 7            |